# Traar
Traar is een plaats ten noorden van de stad Krefeld in Noordrijn-Westfalen in Duitsland. In 1929 werd de zelfstandige gemeente Traar bij Krefeld gevoegd en is sindsdien een stadsdeel.
Traar ligt aan de Uerdinger Linie, in het traditionele Nederlands sprekende gebied van het Limburgs.
Het heeft twee stadsdelen, Traar West en Traar Ost, en grenst aan de stad Moers.
Het heeft een voetbalclub, genoemd FC Traar 1971.
Benrad-Nord ·
Benrad-Süd ·
Bockum ·
Cracau ·
Dießem/Lehmheide ·
Fischeln ·
Forstwald ·
Gartenstadt ·
Gellep-Stratum ·
Hüls · 
 Hülser Berg ·
Inrath/Kliedbruch ·
Kempener Feld/Baackeshof ·
Linn ·
Oppum ·
Stadtmitte ·
Traar ·
Uerdingen ·
Verberg